# Фёдоровский район (Саратовская область)
Фёдоровский район — административно-территориальная единица (район) и муниципальное образование (муниципальный район) в Саратовской области России.
Административный центр — рабочий посёлок Мокроус.

## География
Расположен в центральном Левобережье на Сыртовой равнине. Район расположен в зоне сухих степей с сохранившимися отдельными участками типичной растительности и животного мира (тюльпаны, стрепет, дрофа в Семёновском федеральном заказнике). По территории района протекают реки Малый Узень, Еруслан, Большой Караман.
Протяжённость автодорог общего пользования с твёрдым покрытием — 209,6 км.

## История
Образован 7 сентября 1941 года в составе Саратовской области в результате ликвидации АССР немцев Поволжья и преобразования из Фёдоровского кантона.
В 1963—1965 годах район был упразднён, его территория входила в состав Ершовского и Марксовского районов. После восстановления территория района была увеличена за счёт присоединения части территории бывшего Первомайского района.

## Население
| 1989    | 2002    | 2009    | 2010    | 2011    | 2012    | 2013    |
| ------- | ------- | ------- | ------- | ------- | ------- | ------- |
| 21 634  | ↗22 108 | ↘21 051 | ↘20 876 | ↘20 794 | ↘20 582 | ↘20 354 |
| 2014    | 2015    | 2016    | 2017    | 2018    | 2019    | 2020    |
| ↘20 041 | ↘19 819 | ↘19 640 | ↘19 294 | ↘18 971 | ↘18 702 | ↘18 271 |
| 2021    |         |         |         |         |         |         |
| ↘17 406 |         |         |         |         |         |         |

### Урбанизация
В городских условиях (рабочий посёлок Мокроус) проживают 33,67 % населения района.

### Национальный состав
Значительная доля украинского и казахского населения.

## Муниципально-территориальное устройство
В Фёдоровский муниципальный район входят 8 муниципальных образований, в том числе 1 городское поселение и 7 сельских поселений:
| №        | Муниципальное образование                  | Административный центр  | Количество населённых пунктов | Население | Площадь, км2 |
| -------- | ------------------------------------------ | ----------------------- | ----------------------------- | --------- | ------------ |
| 1e-06    | Городское поселение:                       |                         |                               |           |              |
| 1        | Мокроусское муниципальное образование      | рабочий посёлок Мокроус | 2                             | ↘6222     | 126,36       |
| 1.000002 | Сельские поселения:                        |                         |                               |           |              |
| 1.000003 | Борисоглебовское муниципальное образование | село Борисоглебовка     | 1                             | ↘568      | 199,13       |
| 2        | Долинское муниципальное образование        | село Долина             | 2                             | ↘1383     | 331,82       |
| 3        | Ерусланское муниципальное образование      | село Еруслан            | 2                             | ↘1275     | 179,02       |
| 4        | Калужское муниципальное образование        | село Тамбовка           | 4                             | ↘1578     | 338,14       |
| 5        | Морцевское муниципальное образование       | село Морцы              | 3                             | ↗924      | 164,56       |
| 5.000004 | Мунинское муниципальное образование        | село Мунино             | 3                             | ↘1216     | 250,10       |
| 5.000005 | Никольское муниципальное образование       | посёлок Солнечный       | 3                             | ↘820      | 196,83       |
| 6        | Первомайское муниципальное образование     | село Первомайское       | 3                             | ↘596      | 220,65       |
| 7        | Семёновское муниципальное образование      | село Семёновка          | 5                             | ↘1765     | 340,74       |
| 8        | Фёдоровское муниципальное образование      | село Фёдоровка          | 2                             | ↗1059     | 174,10       |

В рамках организации местного самоуправления в 2005 году были созданы 15 муниципальных образований, в том числе 1 городское и 14 сельских поселений. В 2016 году были упразднены: Калдинское и Николаевское муниципальные образования (включены в Семёновское), Спартакское (включено в Мунинское), Романовское (включено в Калужское муниципальное образование с новым административным центром в селе Тамбовка). В 2022 году были упразднены Мунинское и Никольское муниципальные образования (включены в Морцевское) и Борисоглебовское (включено в Семёновское).

## Населённые пункты
В Фёдоровском районе 30 населённых пунктов.
| №  | Населённый пункт | Тип             | Население | Муниципальное образование |
| -- | ---------------- | --------------- | --------- | ------------------------- |
| 1  | Борисоглебовка   | село            | ↘568      | Семёновское               |
| 2  | Воскресенка      | село            | ↗357      | Фёдоровское               |
| 3  | Долина           | село            | ↘1459     | Долинское                 |
| 4  | Еруслан          | село            | ↗1287     | Ерусланское               |
| 5  | Жёлтый           | посёлок         | ↘0        | Морцевское                |
| 6  | Ивановка         | село            | ↘362      | Мокроусское               |
| 7  | Калдино          | село            | ↘422      | Семёновское               |
| 8  | Калуга           | село            | ↗559      | Калужское                 |
| 9  | Красавка         | село            | ↘152      | Семёновское               |
| 10 | Мариновка        | село            | →4        | Первомайское              |
| 11 | Митрофановка     | село            | ↘282      | Семёновское               |
| 12 | Михайловка       | село            | ↘134      | Долинское                 |
| 13 | Мокроус          | рабочий посёлок | ↘5860     | Мокроусское               |
| 14 | Морцы            | село            | ↘703      | Морцевское                |
| 15 | Мунино           | село            | ↗876      | Морцевское                |
| 16 | Николаевка       | село            | ↗439      | Семёновское               |
| 17 | Никольское       | село            | ↘328      | Морцевское                |
| 18 | Обновленка       | посёлок         | ↘33       | Морцевское                |
| 19 | Пензенка         | село            | ↘143      | Калужское                 |
| 20 | Первомайское     | село            | ↘939      | Первомайское              |
| 21 | Плес             | село            | ↘335      | Морцевское                |
| 22 | Полеводино       | село            | ↘2        | Первомайское              |
| 23 | Романовка        | село            | ↗863      | Калужское                 |
| 24 | Семеновка        | село            | ↗795      | Семёновское               |
| 25 | Серпогорское     | село            | →2        | Морцевское                |
| 26 | Солнечный        | посёлок         | ↗637      | Морцевское                |
| 27 | Спартак          | село            | ↘766      | Морцевское                |
| 28 | Сырт-Смоленка    | посёлок         | ↗154      | Ерусланское               |
| 29 | Тамбовка         | село            | ↘467      | Калужское                 |
| 30 | Фёдоровка        | село            | ↘779      | Фёдоровское               |

## Экономика
Главной отраслью района является интенсивное сельское хозяйство — производится высококачественное товарное зерно, подсолнечник, мясо-молочная продукция.
Имеются небольшие предприятия пищевой промышленности, 2 элеватора. Разведаны и разрабатываются крупные месторождения нефтепродуктов.

## Средства массовой информации
В районе выходит газета «Вперед», являющаяся органом Федоровского муниципального района. Газета имеет свой сайт в сети Интернет, на котором публикуются основные новости района — «Вперед».

## Достопримечательности
- В селе Борисоглебовка сохранился православный храм — памятник архитектуры второй половины XIX века.
- В региональный перечень памятников природы Саратовской области также занесена тюльпанная степь (Семёновский заказник).